# Trinitat Vella (métro de Barcelone)
Trinitat Vella est une station de la ligne 1 du métro de Barcelone. Elle est située, dans le district de Sant Andreu, à Barcelone en Catalogne.
Elle est mise en service en 1983, lors de l'ouverture d'un prolongement de la ligne 1.

## Situation sur le réseau

Plan du métro de Barcelone (2019).

Établie en souterrain, la station Trinitat Vella de la ligne 1 du métro de Barcelone, est établie entre la station, Torras i Bages, en direction de la station terminus Hospital de Bellvitge, et la station Baró de Viver, en direction de la station terminus Fondo,.

## Histoire
La station Trinitat Vella est mise en service le 21 décembre 1983, lors du prolongement de la ligne 1 entre Torras i Bages et Santa Coloma. Elle doit son nom au quartier de la vieille trinité nommé ainsi du fait de la présence d'une ancienne chapelle dédiée à la sainte Trinité.